# Rosing
Rosing är en dansk släkt, som förgrenat sig över till Norge och som härstammar från Rasmus Claussøn Rosing, 1585 präst i Vefsen. Hans sonson var den lärde teologen, biskop Hans Rosing (1625-1699).

## Kända medlemmar
- Anton Rosing
- Michael Rosing (skådespelare)
- Michael Rosing (diktare)